# Wyanet (Illinois)
Wyanet es una villa ubicada en el condado de Bureau en el estado estadounidense de Illinois. En el Censo de 2010 tenía una población de 991 habitantes y una densidad poblacional de 383,39 personas por km².

## Geografía
Wyanet se encuentra ubicada en las coordenadas 41°21′38″N 89°34′59″O / 41.36056, -89.58306. Según la Oficina del Censo de los Estados Unidos, Wyanet tiene una superficie total de 2.58 km², de la cual 2.58 km² corresponden a tierra firme y (0%) 0 km² es agua.

## Demografía
Según el censo de 2010, había 991 personas residiendo en Wyanet. La densidad de población era de 383,39 hab./km². De los 991 habitantes, Wyanet estaba compuesto por el 98.08% blancos, el 0.1% eran afroamericanos, el 0% eran amerindios, el 0.4% eran asiáticos, el 0% eran isleños del Pacífico, el 0.61% eran de otras razas y el 0.81% pertenecían a dos o más razas. Del total de la población el 2.93% eran hispanos o latinos de cualquier raza.